# L'uomo di Saint-Michael
L'uomo di Saint-Michael (Doucement les basses) è un film del 1971 diretto da Jacques Deray.
La pellicola ha per protagonista Alain Delon.

## Trama
Un uomo prende i voti diventando prete dopo la morte della moglie e si ritira in un piccolo paese. Dopo 7 anni la moglie riappare sposata con un altro uomo ma decisa a riconquistare l'ex marito. Lui, combattuto tra la fede e l'amore per la moglie, entra in crisi mistica.

## Produzione
Fu girato quasi interamente in Bretagna, nel sud del Finistère, tra Saint-Jean-Trolimon, Bénodet, Concarneau, Quimper e Saint-Guénolé a Penmarch.